# Amour et Ennuis
Pour plus de détails, voir Fiche technique et Distribution.
Amour et Ennuis (Amore e guai) est un film italien réalisé par Angelo Dorigo, sorti en 1958.

## Synopsis
Un Don Juan nommé Roberto courtise une jeune actrice de romans-photos le jour où elle est censée se fiancer à la femme qu’il aime, malgré l’opposition de sa famille.
Franco, agent de train, laisse secrètement sa compagne, son opératrice téléphonique, monter à bord pour pouvoir la voir malgré leurs horaires de travail qui ne coïncident pas.
Enfin, un ex-prisonnier, Paolo, est à la recherche d’un emploi pour pouvoir épouser sa compagne Marisa, qu’un traumatisme a rendue muette.

## Fiche technique
- Titre : Amour et Ennuis
- Titre original : Amore e guai
- Réalisation : Angelo Dorigo
- Scénario : Lianella Carell, Nino Lillo, Amedeo Marrosu, Roberto Natale, Giorgio Stegani et Luciano Vincenzoni
- Musique : Carlo Innocenzi
- Pays d'origine : Italie
- Genre : comédie romantique
- Durée : 87 minutes
- Date de sortie : 1958

## Distribution
- Marcello Mastroianni : Franco
- Richard Basehart : Paolo Martelli
- Valentina Cortese : Marisa
- Maurizio Arena : Roberto
- Eloisa Cianni : Teresa
- Irène Galter : Lisa
- Umberto Spadaro : Antonio
- Checco Durante : Virgilio Santucci
- Silvio Bagolini : l'amie de Franco
- Andrea Aureli : Ivo
- Luigi Tosi : le contremaître
- Emma Baron : Signora Renata
- Maria Zanoli : la mère de Liliana
- Amina Pirani Maggi : Sœur dans le train
- Beatrice Mancini : Sœur dans le train